# Hochfeistritz
Hochfeistritz (mundartlich in der Höhen Feistritz; aus slowenisch Bistrica=Wildbach; slowenischmundartlich Vojstrica, verkürzt aus Visoka Bistrica) ist eine Ortschaft in der Gemeinde Eberstein im Bezirk Sankt Veit an der Glan in Kärnten (Österreich). Die Ortschaft hat 71 Einwohner (Stand 1. Jänner 2024).

## Lage
Die Ortschaft liegt auf dem Gebiet der Katastralgemeinde Hochfeistritz, im Osten der Gemeinde Eberstein, im Südosten des Bezirks Sankt Veit an der Glan. Landschaftlich liegt sie im Südwesten der Saualpe, in etwa zwischen dem Mirnigbach im Norden und dem Hochfeistritzbach im Süden.
In der Ortschaft werden folgende Hofnamen geführt: Sturm (Nr. 2), Quatscher/Watscher (Nr. 3), Wriessnig (Nr. 4), Podenik (Nr. 5), Laure (Nr. 6), Sank (Nr. 8), Traunig (Nr. 10), Enze (Nr. 11), Közl (Nr. 12), Ganz (Nr. 13), Maritschnig (Nr. 15), Leutgam (Nr. 16), Sabernig (Nr. 17), Weichsler (Nr. 24), Petschnig (Nr. 25), Oberer Fürtner (Nr. 28a), Zois (Nr. 31), Zoischmied (Nr. 33), Unterer Fürtner (Nr. 36), Oberer Prodam (Nr. 38), Gries (Nr. 40), Dürnegger (Nr. 41), Schlabatschnig (Nr. 42), Sankenschwaig und Jauernig.
Der nördliche Teil der Streusiedlung, vom Hof Fürtner im Westen bis hinauf in Richtung des Jagdhauses Jauernig, wurde zeitweise als Ortschaftsbestandteil Jauernig ausgewiesen (1880: 18 Häuser, 138 Einwohner).
Dominant ist die Pfarr- und Wallfahrtskirche Unsere Liebe Frau, deren älteste urkundliche Erwähnungen aus den Jahren 1319 und 1383 stammen. Die ursprüngliche Kirche wurde 1414 durch einen Blitzschlag zerstört, an ihrer Stelle wurde zwischen 1446 und 1491 der heutige Bau errichtet und im Zuge der Türkenkriege in der zweiten Hälfte des 15. Jahrhunderts zur Wehrkirche ausgebaut. Die hochgelegene Wehranlage diente den Bewohnern des Görtschitztales als Zufluchtsort. Die Anlage besitzt Umfassungsmauern, einen Tor- und einen Mauerturm sowie einen Wehrgang und Schießscharten.

## Geschichte
Der Ort wird 1349 als in der Vewstricz genannt.
Auf dem Gebiet der Steuergemeinde Feistritz liegend, gehörte der Ort in der ersten Hälfte des 19. Jahrhunderts zum Steuerbezirk Eberstein. Bei Bildung der Ortsgemeinden im Zuge der Reformen nach der Revolution 1848/49 wurde Feistritz Hauptort der Gemeinde Feistritz bzw. Feistritz ob Eberstein. Da es in Kärnten so viele Orte mit dem Namen Feistritz gibt, erfolgte 1851 die offizielle Umbenennung des Orts und der Gemeinde in Hochfeistritz; inoffiziell wurde der Name auch schon früher verwendet. 1871 wurde die Gemeinde aufgelöst; der Ort Hochfeistritz gehört seither zur Gemeinde Eberstein.

## Bevölkerungsentwicklung
Für die Ortschaft ermittelte man folgende Einwohnerzahlen:
- 1854: 307 Einwohner[3]
- 1869: 39 Häuser, 311 Einwohner[4]
- 1880: 39 Häuser, 286 Einwohner (davon Ortschaftsbestandteil Jauernig: 18 Häuser, 138 Einwohner)[5]
- 1890: 40 Häuser, 280 Einwohner[6]
- 1900: 41 Häuser, 245 Einwohner[7]
- 1910: 40 Häuser, 274 Einwohner[8]
- 1923: 40 Häuser, 235 Einwohner[9]
- 1934: 209 Einwohner[10]
- 1961: 26 Häuser, 137 Einwohner[11]
- 2001: 32 Gebäude (davon 18 mit Hauptwohnsitz) mit 30 Wohnungen; 85 Einwohner und 6 Nebenwohnsitzfälle; 20 Haushalte; 2 Arbeitsstätten, 17 land- und forstwirtschaftliche Betriebe[12]
- 2011: 30 Gebäude, 78 Einwohner, 19 Haushalte, 4 Arbeitsstätten[13]
- 2021: 23 Gebäude, 73 Einwohner, 19 Haushalte, 13 Arbeitsstätten[14]

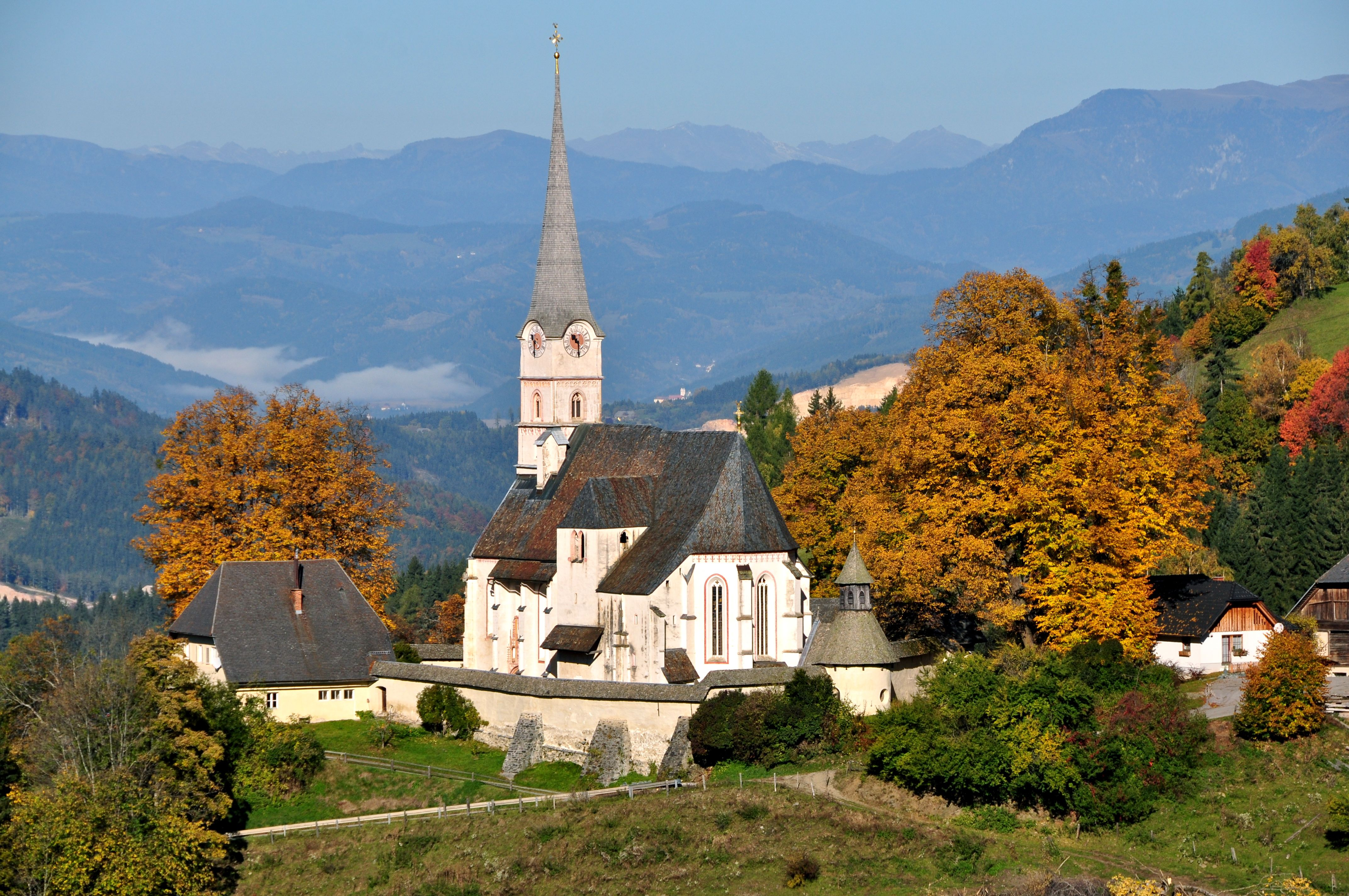
Wallfahrtskirche Hochfeistritz
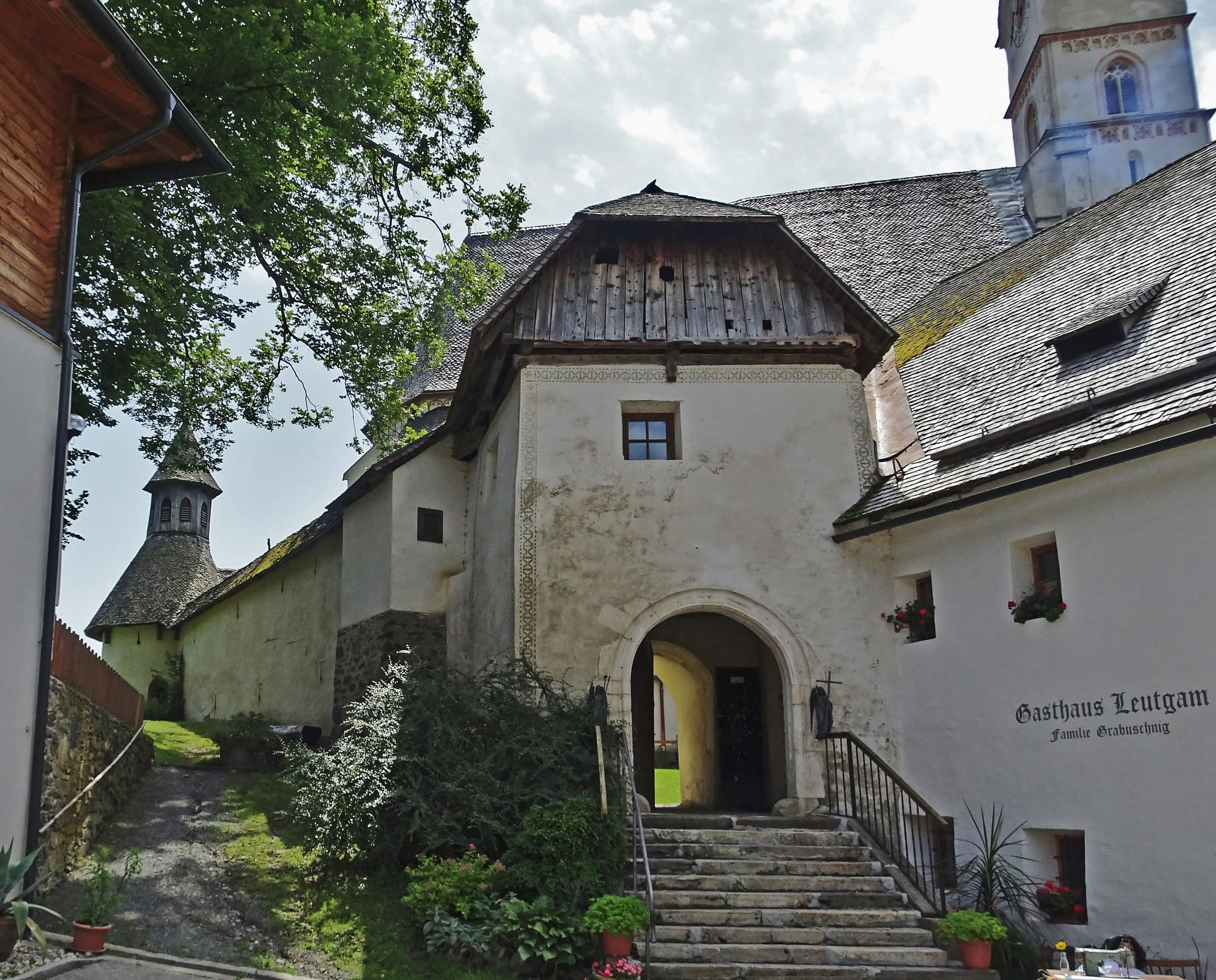
Wehrkirche und Gasthaus Leutgam
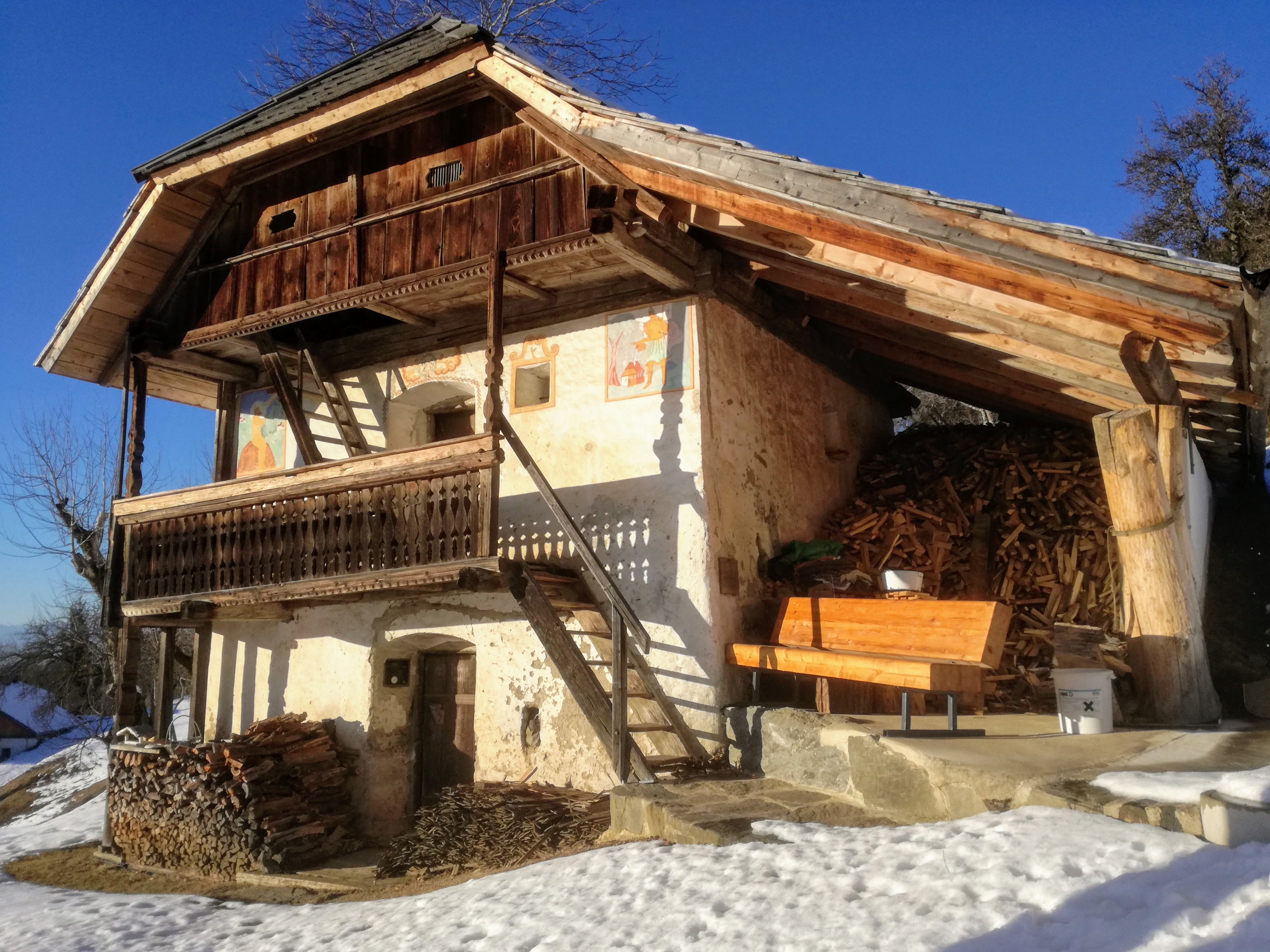
Speicher Labatschnig
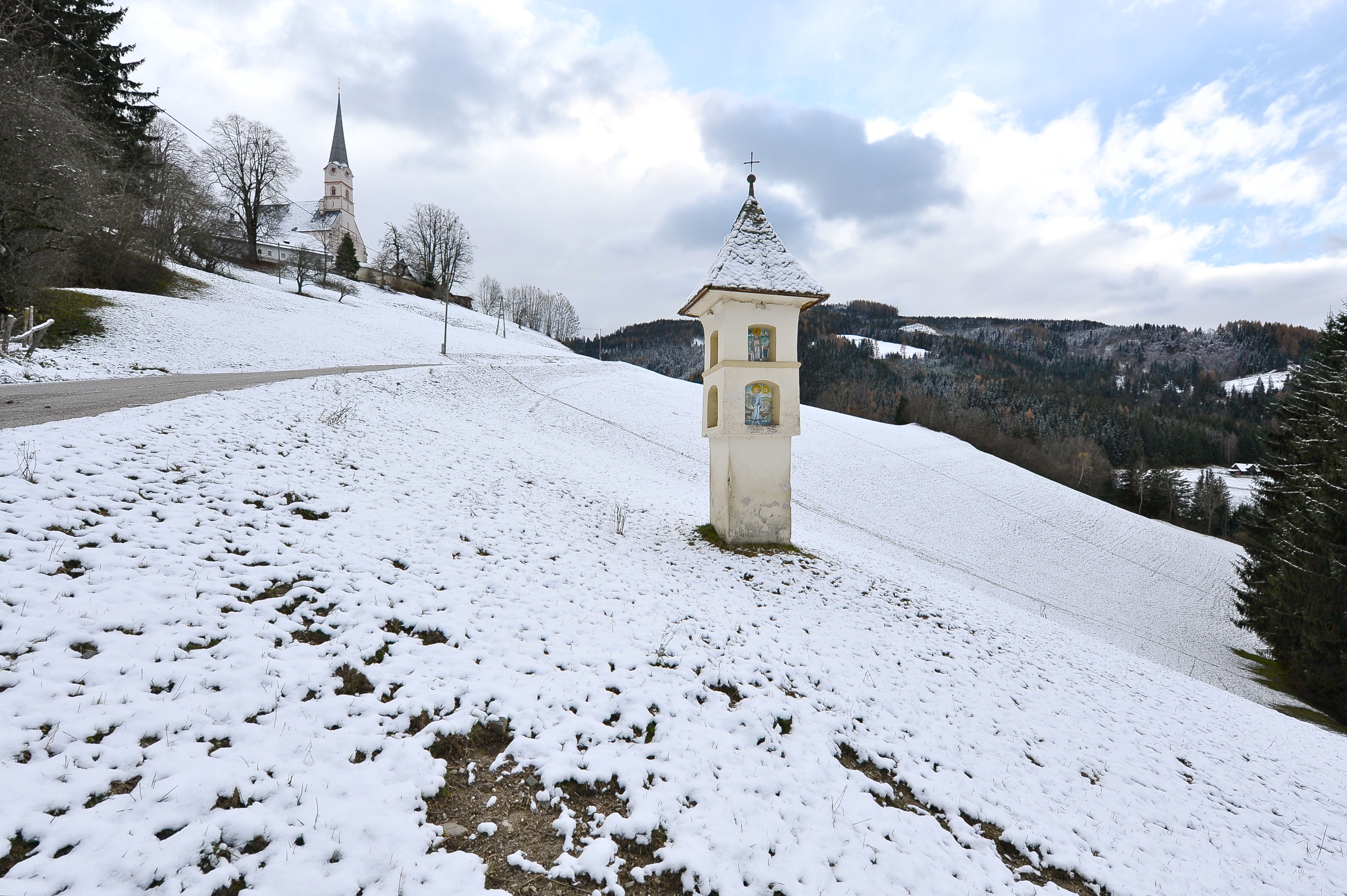
Leikamkreuz
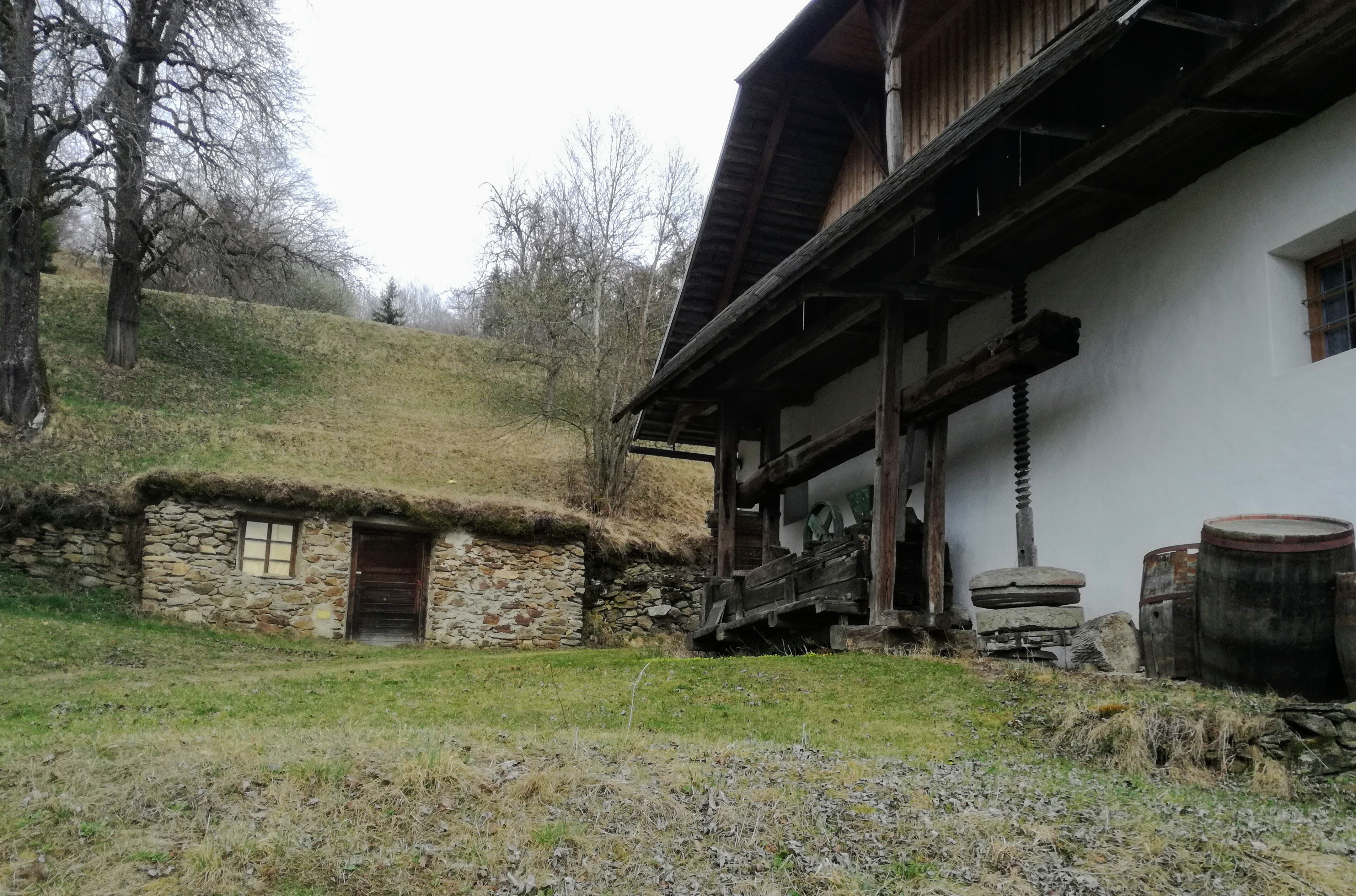
Mostpresse und Keller